# Corpus Christi International Airport
Corpus Christi International Airport
(IATA: CRP, ICAO: KCRP) är en internationell flygplats belägen nio kilometer väster om staden Corpus Christi i Nueces County i Texas i USA.
American Airlines, Southwest Airlines och United Airlines flyger till Corpus Cristi från Dallas och Houston.